# Андреев, Борис Сергеевич
Бори́с Серге́евич Андре́ев (11 декабря 1924 — 18 марта 2005) — советский хозяйственный, государственный и политический деятель.

## Биография
Родился в 1924 году в Ленинграде. Член КПСС с 1944 года.
С 1941 года — на хозяйственной, общественной и политической работе. В 1941—1986 гг. — слесарь, участник Великой Отечественной войны, преподаватель, заместитель декана Ленинградского государственного университета им. A. А. Жданова, заведующий кафедрой, секретарь партбюро Ленинградского государственного института культуры им. Н. К. Крупской, первый секретарь Дзержинского райкома КПСС города Ленинграда, секретарь Ленинградского горкома КПСС, секретарь Ленинградского обкома КПСС, председатель Ленинградского областного Совета профессиональных союзов.
Избирался депутатом Верховного Совета РСФСР 10-го и 11-го созывов.
Делегат XXV, XXVI и XXVII съездов КПСС.
Умер в Санкт-Петербурге в 2005 году.